# Ametralladora MAC Modelo 1931
La MAC 31 (su designación oficial francesa era Mitrailleuse Mle 1931, ametralladora modelo 1931) fue una ametralladora media empleada en los tanques y tanquetas franceses de la Segunda Guerra Mundial, al igual que en fortificaciones como la Línea Maginot. A veces es mencionada como JM Reibel, que en realidad significa Jumelage de mitrailleuses Reibel o batería doble de ametralladoras Reibel y se refiere a los afustes dobles especializados empleados en las fortificaciones de la Línea Maginot. Los afustes dobles JM fueron los montajes estándar para la MAC 31 en fortificaciones, mientras que los tanques y otros vehículos blindados iban armados con ametralladoras individuales.    

## Características

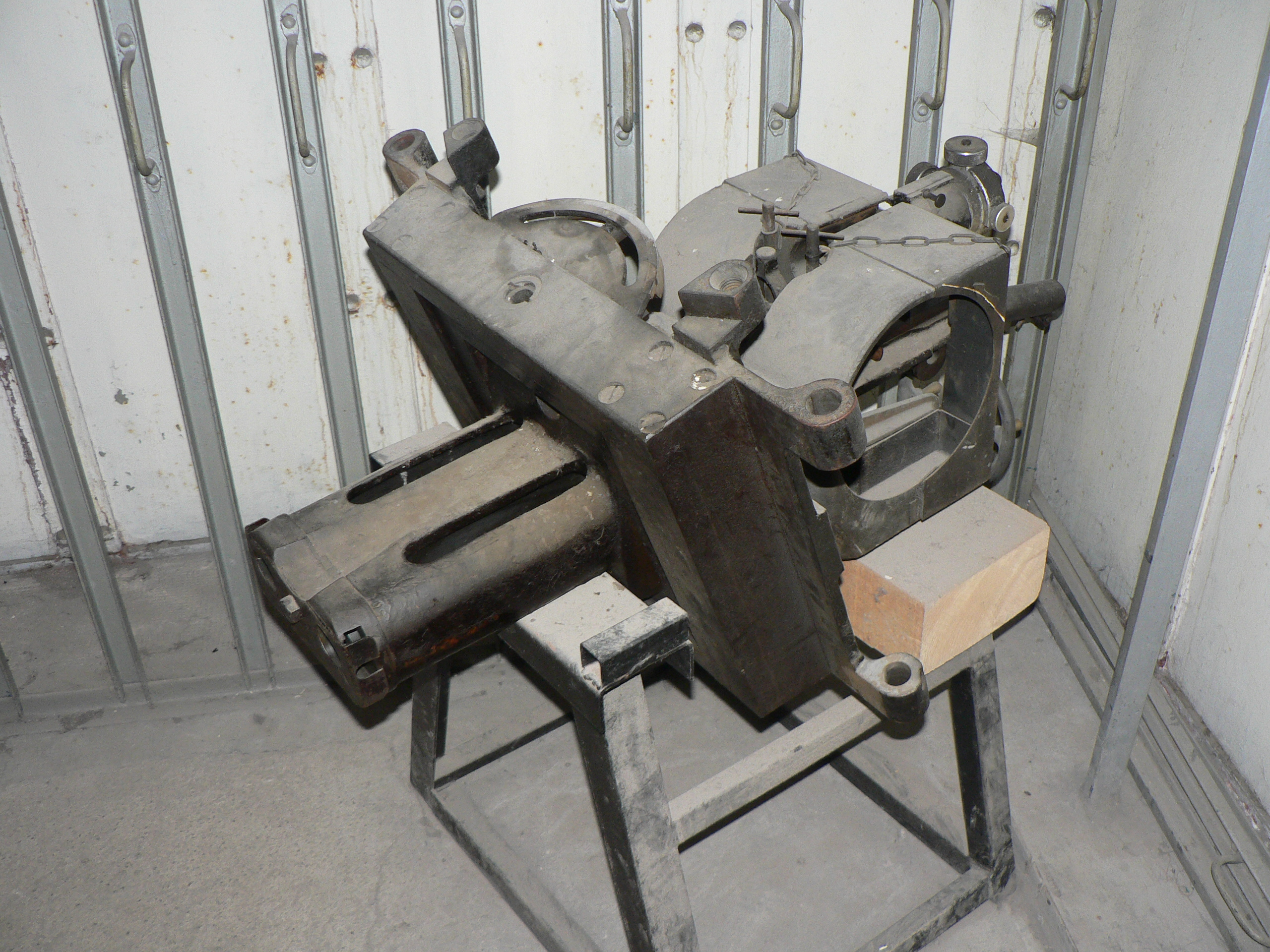
Un afuste doble de fortificación para montar la ametralladora MAC M31.

Fue desarrollada en el arsenal estatal de Châtellerault y estaba basada en la ametralladora ligera Châtellerault M1924/29, también diseñada por el Teniente coronel Reibel y que a su vez estaba basada en el fusil automático Browning. Dispara el mismo cartucho que esta, pero es alimentada mediante un tambor lateral con capacidad de 150 cartuchos. Fue la ametralladora estándar de varios tanques franceses de la Segunda Guerra Mundial. La variante empleada en fortificaciones fue modificada mediante un cañón con estriado diferente, para poder disparar los cartuchos que montaban la bala pesada balle D.
Se le instaló un cañón grueso y pesado, para servir como un disipador. Esto era necesario, ya que la Châtellerault M1924/29 no tenía un cañón de cambio rápido ni camisa de enfriamiento por agua, además que su ligero cañón estándar se sobrecalentaba rápidamente y se desgastaba, si es que se disparaban ráfagas largas con pausas de enfriamiento. El pistón de gas con recorrido largo está ubicado debajo del cañón y acciona el cerrojo oscilante. Los cartuchos son alimentados desde un tambor insertado lateralmente, con capacidad de 150 cartuchos en varias capas (las puntas de las balas apuntan al centro del tambor). La ametralladora puede modificarse para usar tambores desde el lado derecho o el lado izquierdo, a fin de facilitar el cambio de tambores mientras están montadas en el afuste doble JM. Eyecta los casquillos vacíos hacia abajo, a través de la corta manga unida a la base del cajón de mecanismos, que en las fortificaciones usualmente estaba conectada a una manga o tubo más largo que dirigía los casquillos hacia las zanjas del exterior. Estaba equipada con un pistolete curvado hacia adelante para ayudar a controlarla y un gatillo convencional. Cuando era montada en fortificaciones, el afuste doble incluía una barra horizontal con almohadillas para los hombros en cada extremo. El tirador se pondría detrás de las ametralladoras y apoyaría sus hombros en las almohadillas. Entonces podía usar su cuerpo para controlar la rotación, mientras que sus manos empuñarían los pistoletes para disparar una o ambas ametralladoras. La elevación era controlada mediante una manivela de latón debajo del afuste. Los afustes dobles tenían dos configuraciones: F y T. Los afustes F montaban ametralladoras estándar con culata y pistolete, siendo empleados en casamatas y cúpulas, mientras que los afustes T montaban ametralladoras con gatillos accionados mediante un cable Bowden y estaban destinadas para emplearse a distancia en torretas retráctiles.
El equipo estándar para una MAC 31 en fortificaciones era un afuste doble JM Reibel, con mira telescópica, indicadores de rotación y nivel, tornillo de elevación y mangas de eyección para los casquillos vacíos. Era operada por ocho sirvientes, que incluían dos artilleros, dos cargadores, dos cargadores auxiliares (encargados de llenar los tambores con una máquina de recarga montada en una mesa, que usaba peines estándar de 5 cartuchos), un armero para reparar cualquier falla o bloqueo y un comandante para dirigir o coordinar los disparos. El propósito de montar dos ametralladoras era para permitir fuego sostenido y fuego rápido. En combate, las dos ametralladoras serían disparadas por turnos, permitiendo que la otra ametralladora tenga tiempo para enfriarse. Si se daba la orden, ambas ametralladoras podían disparar al mismo tiempo, incrementando instantáneamente su cadencia. En las murallas de cada emplazamiento estaban pegadas tablas que describían la técnica operativa estándar:
- Fuego normal era 150 disparos/minuto (un tambor), alternando entre ametralladoras. Cada ametralladora dispararía por un minuto, en ráfagas cortas, hasta vaciar su tambor. Entonces, el artillero disparararía la segunda ametralladora mientras que la primera se enfriaba y era recargada. Así la primera ametralladora quedaba lista para disparar nuevamente. Esta cadencia de disparo podía mantenerse por 3 minutos para cada ametralladora, antes que el calor acumulado alcance un nivel peligroso.
- Fuego acelerado era 450 disparos/minuto (3 tambores) por ametralladora y se alcanzaba de la misma forma que el fuego normal; el artillero dispararía tres tambores en un minuto y se detendría antes que el cañón se sobrecaliente, para luego repetir la operación con la segunda ametralladora. Debido a la mayor cadencia de disparo, el fuego acelerado estaba limitado a un máximo de dos minutos por ametralladora, ya que las ametralladoras estarían tan calientes después de disparar 6 tambores cada una, que estaban a punto de sobrecalentarse, incluso con una pausa de un minuto para enfriarse después de disparar los primeros 3 tambores.
- Fuego rápido; En casos de emergencia, tales como enemigos cruzando la alambrada, los artilleros estaban autorizados a disparar en rápida sucesión ráfagas de 75 cartuchos con las ametralladoras, ya sea por turnos o al mismo tiempo, con lo cual vaciaban los tambores en menos de un minuto. Una cadencia tan veloz sobrecalentaría rápidamente el cañón si no se limitaba a 75 cartuchos. Para que el enfriamiento de las ametralladoras fuese más rápido, se tenían cerca de los afustes JM baldes de agua y rociadores. Los cañones eran enfriados ya sea rociándolos con agua (evaporación), o retirando la ametralladora del afuste y sumergiendo su cañón en el balde de agua. Se consumían hasta 20 litros de agua al día por cada emplazamiento, solo para enfriar los cañones.

El afuste JM consistía en un grueso marco cuadrado de acero, con el tamaño adecuado para encajar en una tronera francesa estándar; las ametralladoras iban montadas sobre una gruesa cuna pivotante dentro del marco. El marco cuadrado encajaba perfectamente en la tronera y estaba fijado por bisagras y pernos. Esto aseguraba que no hubieran espacios por donde las balas enemigas pudiesen ingresar al búnker (excepto la muy pequeña abertura para la mira telescópica), al mismo tiempo que permitía a las ametralladoras ser apuntadas y seguir el movimiento de cualquier persona fuera de las murallas. Los emplazamientos eran con frecuencia compartidos con un cañón antitanque Hotchkiss 25 mm o APX 47 mm, que compartía la misma tronera; el afuste JM podía retirarse de la tronera y el cañón antitanque se deslizaría hacia la tronera sobre su riel montado en el techo, hasta que su cañón quede fuera y su recámara dentro. También tenía un marco cuadrado que se encajaba en la tronera. El único momento cuando los ocupantes del búnker estaban expuestos al fuego enemigo, era durante el breve momento de intercambiar el afuste de ametralladora con un afuste de cañón.

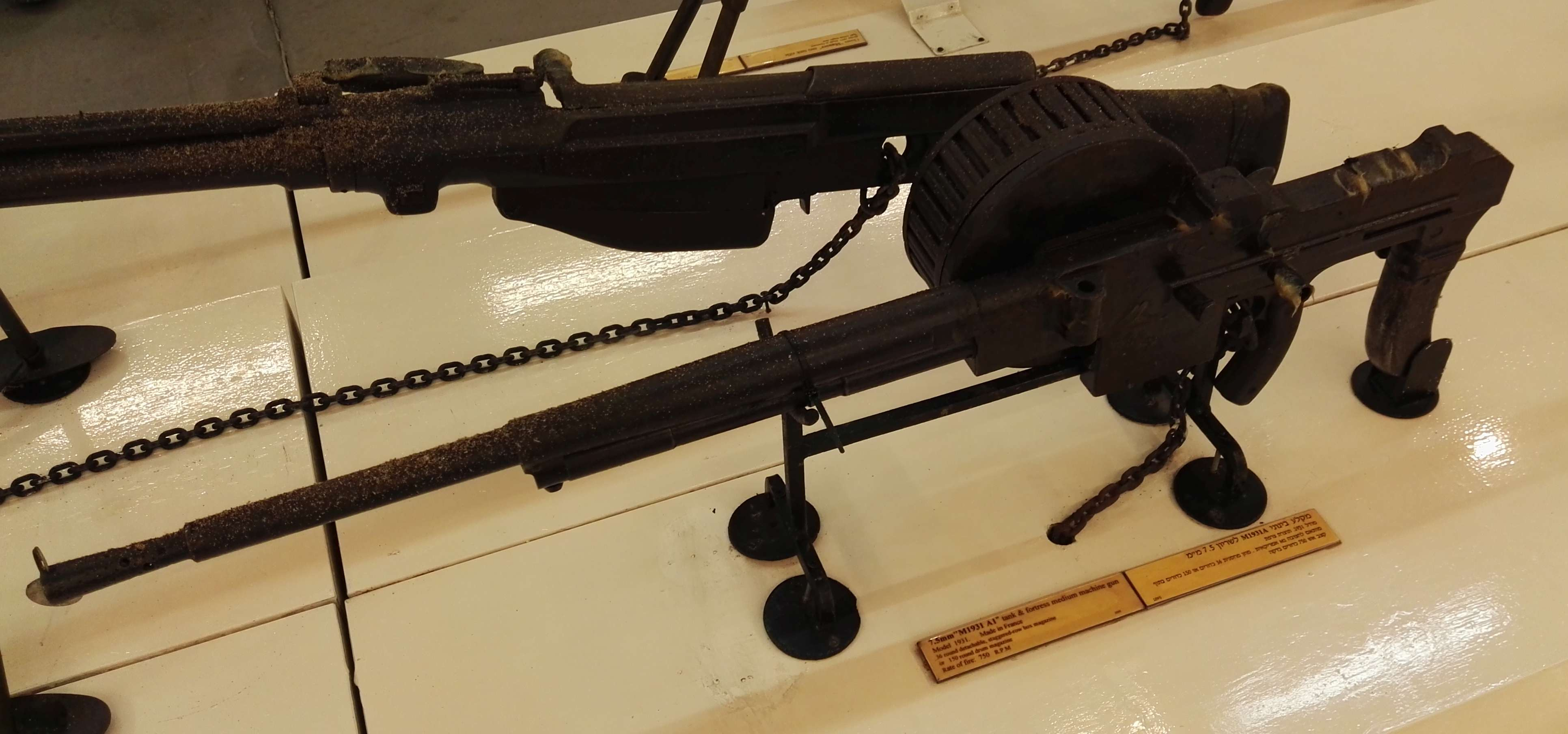
La MAC M1931 del Museo Batei HaOsef, Tel Aviv.

Después de la Segunda Guerra Mundial, algunas M1931 fueron compradas por el Ejército suizo, modificadas para emplear el cartucho suizo 7,5 x 55 GP11 e instaladas en algunos de sus tanques. Durante la década de 1940, las M31 que todavía estaban en servicio con el Ejército francés fueron modificadas para ser empleadas por la infantería, con un cargador lateral de 35 cartuchos y adaptadores para poder ser montadas sobre los trípodes estadounidenses M2.

## Vehículos armados con la MAC M31
- Char B1
- EBR-75
- Hotchkiss H35
- Renault R35
- Renault UE Chenillette
- Somua S-35

## Usuarios
- Alemania nazi: Empleó ametralladoras capturadas con la designación Kpfw MG 331(f).[4]
- Chad: Fue empleada por el Ejército Nacional Chadiano durante la Guerra civil chadiana (1965-1979).[5]
- Francia: Fue empleada a bordo de vehículos blindados, tales como el AMR 33, el Renault FT-17 o el Panhard EBR, así como en fortificaciones. Durante la Guerra de Indochina, las M1931A fueron empleadas a bordo de vehículos[6] o montadas sobre trípodes.[7]
- República de China: la empleó a bordo de la Renault UE Chenillette.[8]

### Entidades no estatales
- Viet Minh: la empleó montada sobre trípodes.[9]